# Орловские партизаны (националистическая организация)
«Орловские партизаны», также известные как «орловские поджигатели» — неофициальные названия националистической группировки из одиннадцати человек, ставшей широко известной из-за совершения серии преступлений (в основном поджогов) в Орле в 2009 и 2010 годах.

## Состав группы
Лидером группировки был преподаватель физкультуры в орловской Академии ФСО майор Виктор Луконин. Он придерживался националистических взглядов. Работая преподавателем, Луконин организовывал в академии выступления известных в националистических кругах активистов и даже устроил выездной лагерь для молодых националистов недалеко от Орла.
В группировку Луконина сначала вошли двое курсантов этой же академии —Илья Багров и Антон Гаврин, позже к ним присоединился ещё один человек. К зиме 2010 года в группировку вступили новые участники, она обзавелась оружием и взрывчатыми веществами. Группировка состояла из младшего и старшего составов. В старший состав кроме самого Луконина входили Илья Багров, Антон Гаврин и Денис Константинов. В младший состав входило семь человек, в том числе подрывник Владимир Артамонов.
Всем участникам группы было от 18 до 23 лет, лишь Луконину на момент задержания было 32 года. Как впоследствии заявили участники группировки, они поджигали здания милиции и прокуратуры «из-за произвола правоохранительных органов, которые виновны в массовом вторжении инородцев». Сами себя «поджигатели» называли «партизанами» и «NS/WP Центр».

## Преступления
Первым преступлением группировки был поджог в 2009 году часовни храма святого Александра Невского. «Партизаны» бросили бутылку с зажигательной смесью в стену здания. Огонь не причинил вреда главному зданию храма.
В ноябре 2009 года был совершён поджог отдела милиции по Северному району орловского УВД. «Партизаны» забросали здание отдела милиции бутылками с зажигательной смесью. Поджог не причинил зданию существенного вреда.
В декабре того же года «партизаны» совершили поджог здания прокуратуры Орловского района. Они проникли в здание, поставили на подоконник ёмкости с зажигательной смесью и подожгли их. Как и предыдущее, это преступление было совершено ими ночью.
В феврале 2010 года один из «партизан» бросил бутылку с зажигательной смесью в окно участкового пункта милиции. Через некоторое время участники группировки попытались поджечь один из отделов городского УВД.
Впоследствии «партизаны» совершили ещё три поджога участковых пунктов милиции Орла. Позже они пытались сжечь кафе и магазин. Все эти попытки были неудачными.
Виктор Луконин был уверен, что его группу никогда не вычислят спецслужбы, поскольку «партизаны» соблюдали правила конспирации. Луконин лично участвовал во многих поджогах.
18 апреля 2010 года участники группировки совершили убийство. В 22.30 на улице Автогрейдерной они напали на двоих братьев — уроженцев Армении, при этом одного из них, Самвела Нгояна, сначала расстреляли из пистолета, а затем добили ножами. Максим Нгоян был ранен.
В июле «поджигатели» бросили самодельную бомбу в окно прокуратуры. Взрывное устройство сработало глубокой ночью, повредив стены, мебель и оргтехнику в кабинете. Через некоторое время трое «партизан» бросили четыре бутылки с зажигательной смесью в окно ещё одного участкового пункта милиции.
«Поджигатели» призывали к экстремистской деятельности через Интернет и листовки, которые они оставляли на местах своих преступлений.
5 августа 2010 года, в День города Орла, участники группировки Луконина устроили взрыв в кафе, принадлежавшем выходцам с Кавказа. «Партизаны» оставили в кафе рюкзак с бомбой и вышли, а находившийся в автомобиле рядом с кафе Луконин привёл взрывное устройство в действие. Бомба, начинённая гвоздями, сработала в тот момент, когда в кафе было много посетителей. В результате этого взрыва четыре человека были ранены. Это было самое громкое преступление «поджигателей», и оно стало началом конца группировки.
Собиравший взрывное устройство Владимир Артамонов использовал в нём мобильный телефон с сим-картой, с которой ранее сам совершал звонки. С помощью фрагментов этой карты в августе 2010 следователи вышли на Артамонова, и он в ходе нескольких допросов выдал всю группировку, в том числе Луконина, который был задержан вторым. Выяснилось, что гараж Луконина был для группировки своего рода складом и лабораторией по производству бомб. В этом гараже было обнаружено ружьё, обрез ружья, револьвер, патроны, бутылки с зажигательной смесью, составные части для изготовления взрывных устройств и националистическая литература.
В розыске «поджигателей» участвовали и сотрудники областного управления ФСБ. Задержания «поджигателей» проходили не только в Орле, но и в других городах России, в частности в Рыбинске и под Москвой, где бывшие курсанты служили в подразделениях ФСО.
Участники группировки были задержаны. Двое из находившихся под стражей — Артамонов и Луконин — заключили сделку со следствием.
«Партизаны» обвинялись по 205-й (терроризм), 105-й (убийство), 282-й (создание экстремистского сообщества), 222-й (незаконный оборот оружия и боеприпасов) и 213-й (хулиганство) статьям УК РФ.

## Суд
Одиннадцати участникам группировки был вынесен приговор. Смерть Нгояна суд квалифицировал как причинение тяжких телесных повреждений, а взрыв в кафе как хулиганство. Суд не нашёл в действиях группировки ни разжигания розни, ни бандитизма. Виктор Луконин был приговорён к 14 годам лишения свободы. Наиболее активные участники группировки Илья Багров, Владимир Артамонов и Артур Жарких получили от 11 до 16 лет заключения. Остальные подсудимые получили условные сроки.